# Araneus circe
Araneus circe är en spindelart som först beskrevs av Jean Victor Audouin 1826.  Araneus circe ingår i släktet Araneus och familjen hjulspindlar. Utöver nominatformen finns också underarten A. c. strandi.

## Bildgalleri

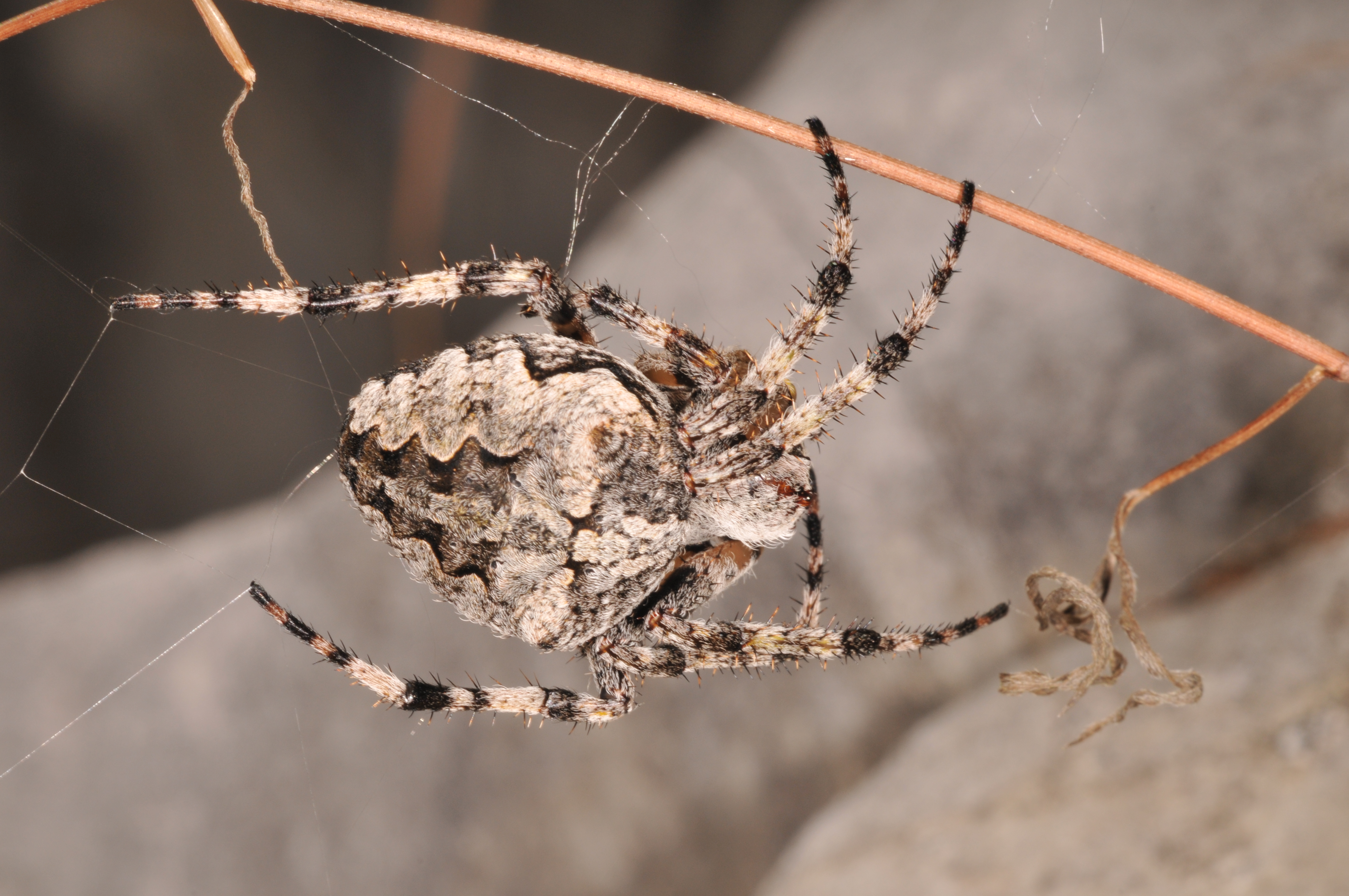
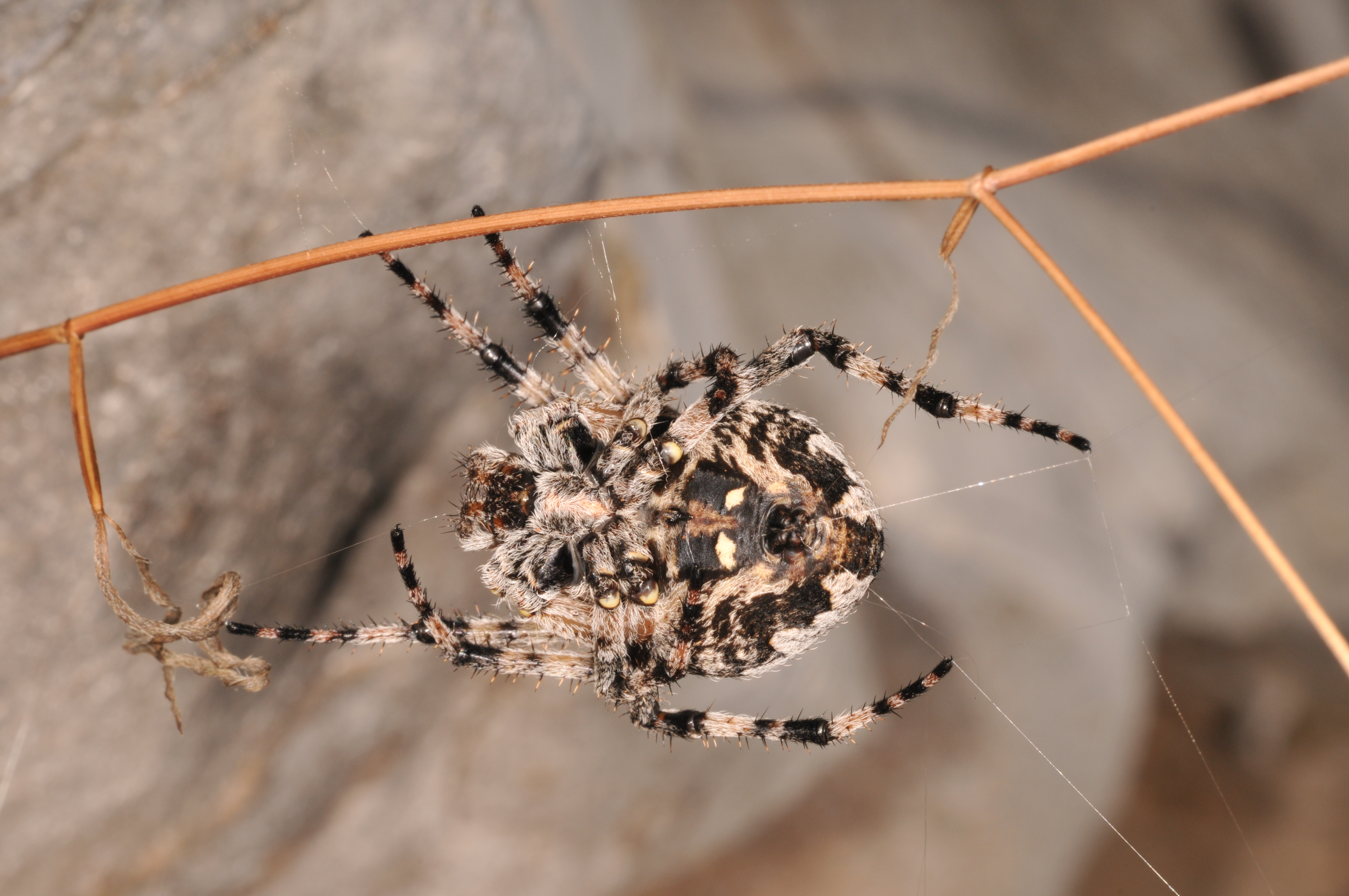
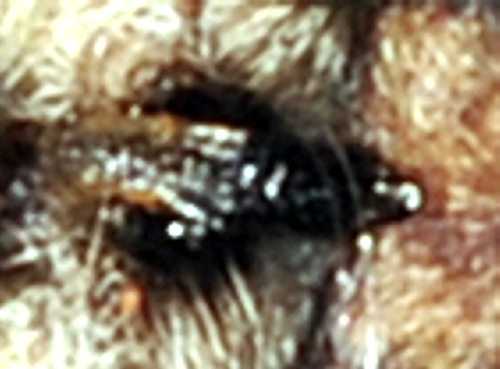
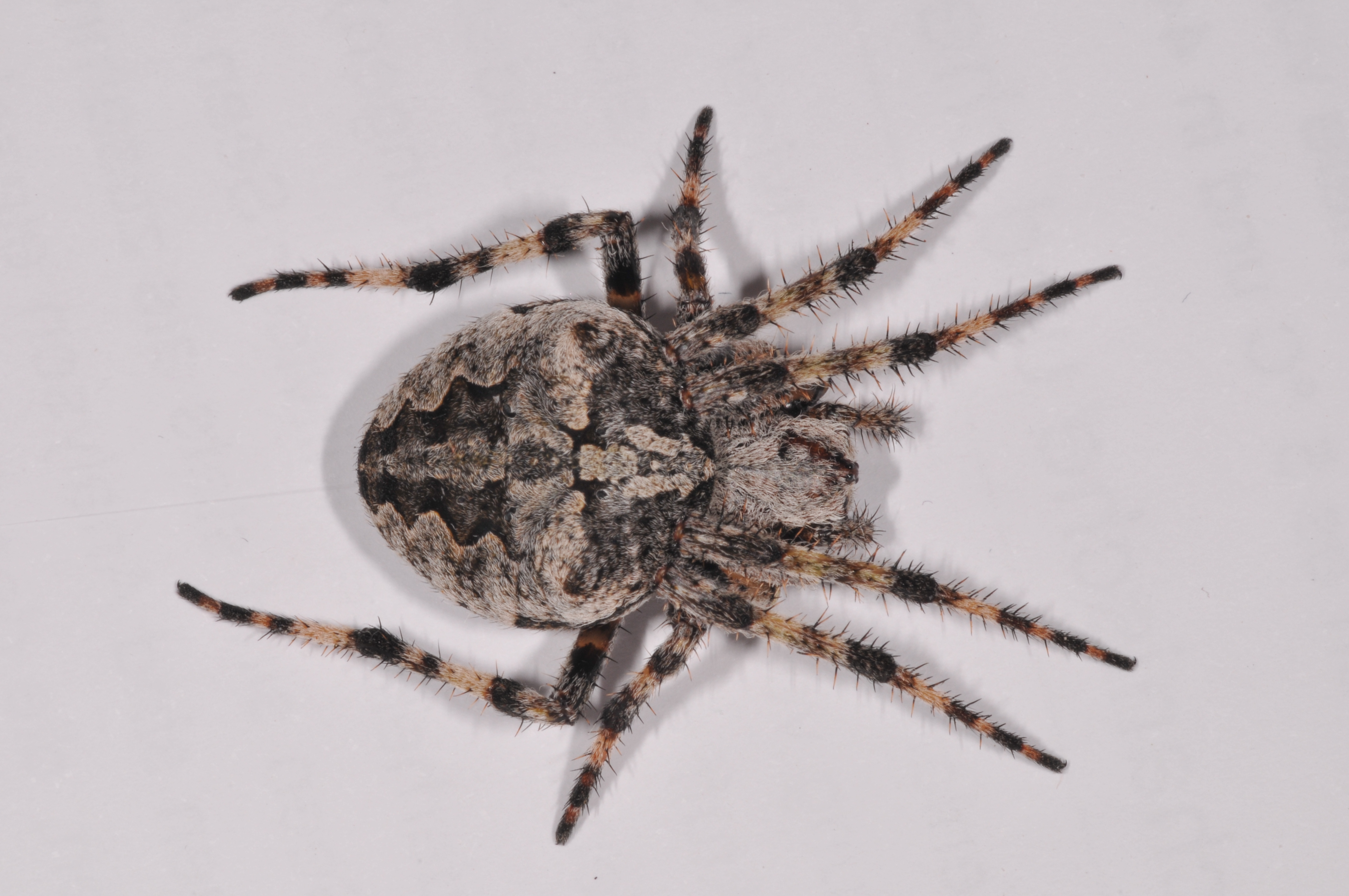